# Zbaraj
Zbaraj (en ukrainien et en russe : Збараж ; en polonais : Zbaraż) est une ville du raïon de Ternopil, de l'oblast de Ternopil, en Ukraine. Sa population s'élevait à 13 900 habitants en 2025.

## Géographie
Zbaraj est arrosée par la rivière Hnizna et se trouve à 19 km au nord-est de Ternopil.

## Histoire
La première mention de Zbaraj remonte à l'année 1211 : c'est alors une solide forteresse ruthène. Zbaraj devint la capitale des princes Gédiminides du grand-duché de Lituanie, vers la fin du XIVe siècle. Des ruines du château d'origine existent dans les environs de la ville moderne de Zbaraj.
Le nouveau château fut conçu pour le prince Jeremi Wiśniowiecki dans un style italien post-palladien similaire à celui de Scamozzi, réalisé par l'architecte néerlandais van Peyen en 1626-1631. Le château fut en partie reconstruit au XVIIIe siècle. Zbaraj conserve plusieurs églises remarquables, notamment l'église du Sauveur (1600) et le monastère des Bernardines (1627). Zbaraj fut assiégée par Bogdan Khmelnitski en 1649, capturée par les Turcs en 1676 et attaquée par les haïdamaks en 1708, ce dont la population juive de la ville eut tout particulièrement à souffrir.
Depuis le premier partage de la Pologne en 1772 jusqu'en 1918, la ville (Zbaraż en polonais ou Sbarasch en allemand) fait partie de la monarchie autrichienne (empire d'Autriche), puis Autriche-Hongrie (Cisleithanie après le compromis de 1867), chef-lieu du district de même nom, l'un des 78 Bezirkshauptmannschaften (powiats) en province (Kronland) de Galicie en 1900.
Le sort de cette province fut dès lors disputé par la Pologne et la Russie soviétique, jusqu'à la paix de Riga le 18 mars 1921, attribuant la Galicie orientale à la Deuxième République de Pologne, (jusqu'à la rivière Zbroutch).
À la limite sud-est du Gouvernement général sous l'occupant nazi, la Galicie orientale est annexée en 1944 par l'Union soviétique et incluse dans la République socialiste soviétique d'Ukraine.
La ville eut longtemps une importante communauté juive, qui disparut complètement dans la Shoah, alors que la ville était occupée par l'Allemagne nazie pendant la Seconde Guerre mondiale. Les Juifs furent soit massacrés dans les environs de la ville, soit déportés vers des camps de travail ou vers le camp d'extermination de Bełżec. Le ghetto établi à l'automne 1942 fut liquidé le 8 juin 1943. Seuls 60 Juifs de Zbaraj survécurent.
Les armoiries de la ville, adoptées en 1996, représentent saint Georges tuant un dragon et était le centre administratif du raïon de Zbaraj jusqu'à la réforme administrative de 2020.

## En images

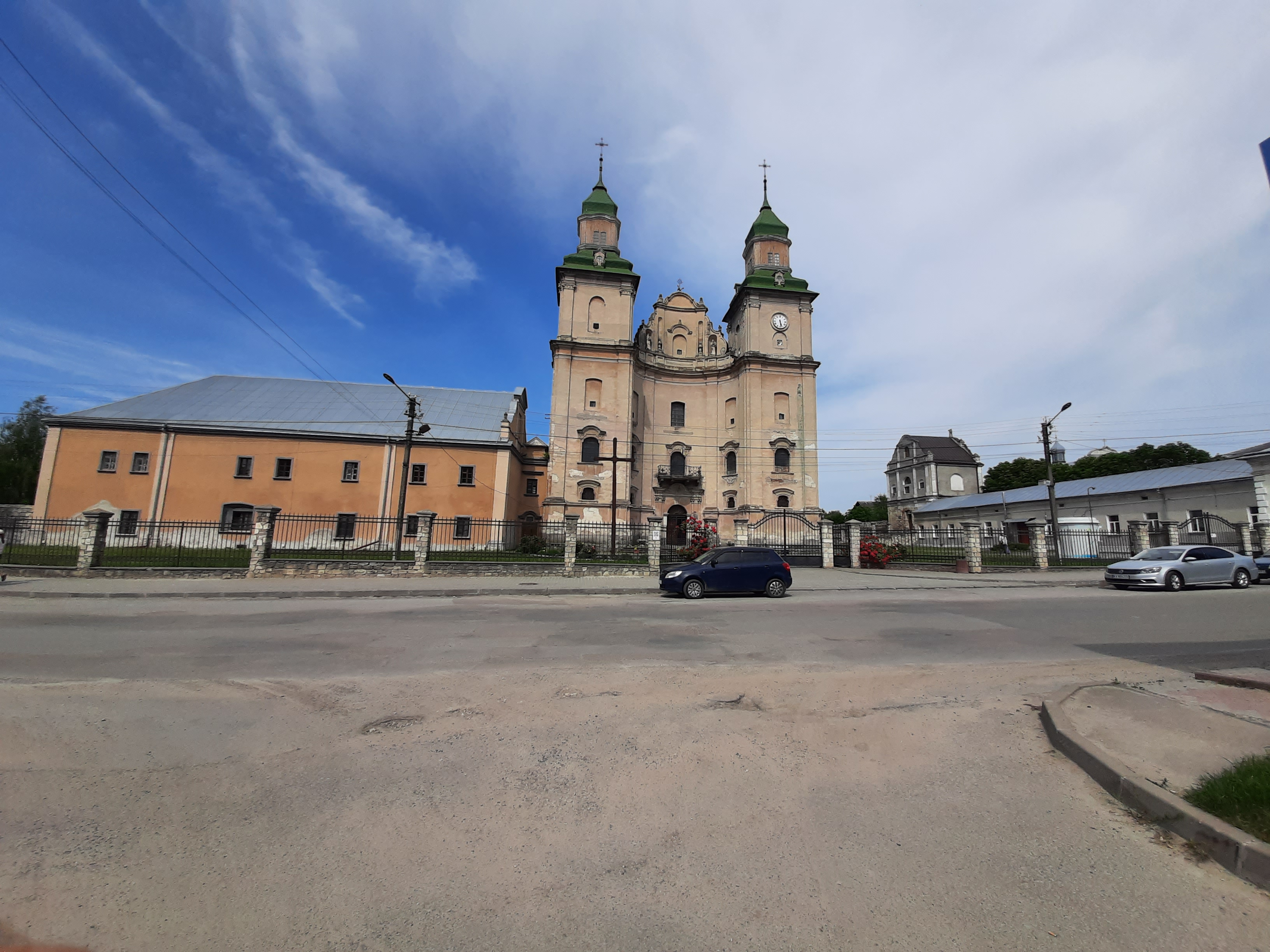
L'église et le monastère des bernardins classé sous le  numéro : 61-224-0001,2,3 et 4[4],[5],[6],[7].
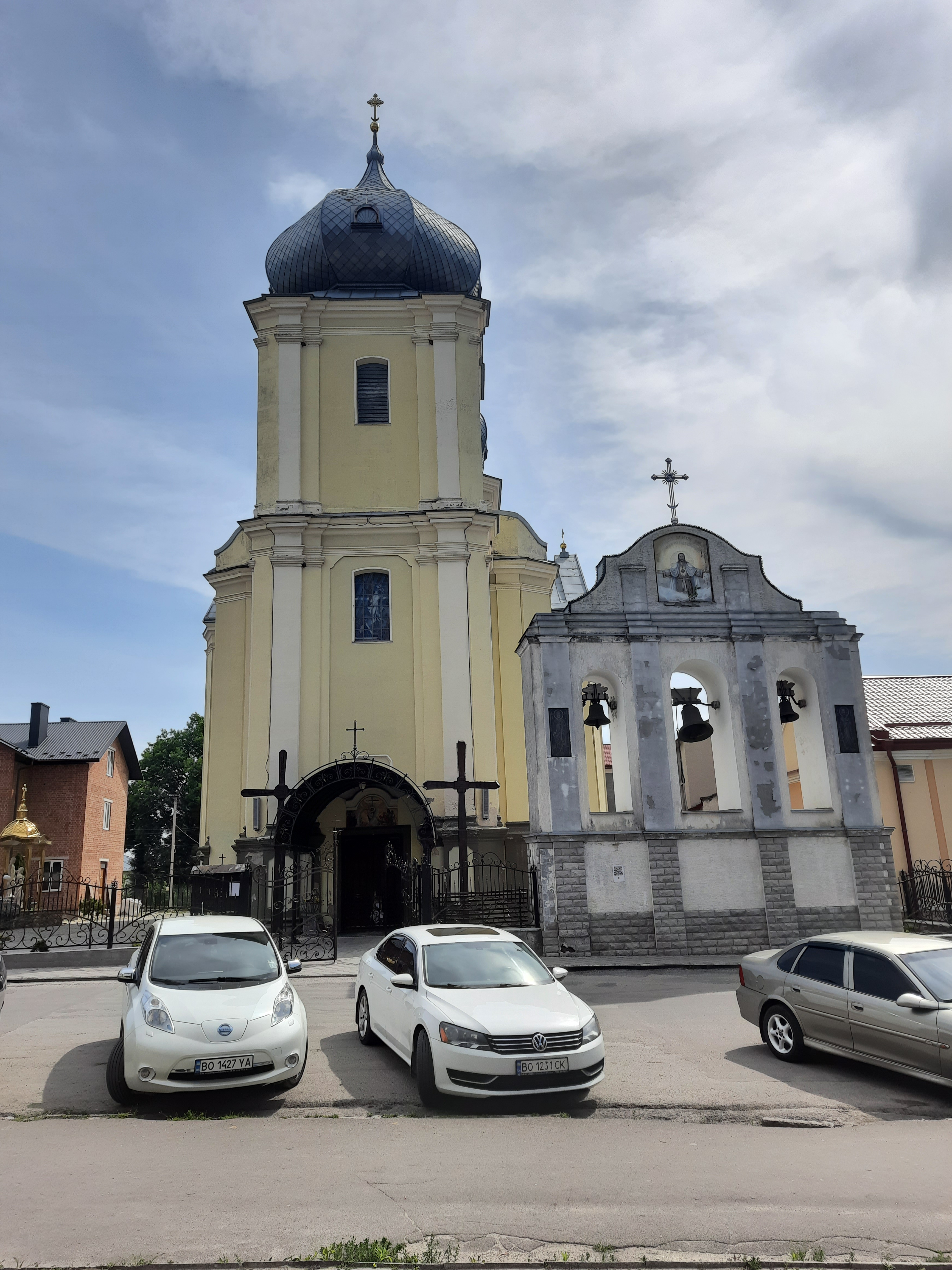
L'église de la Résurrection classée sous le  numéro : 61-224-0018[8].
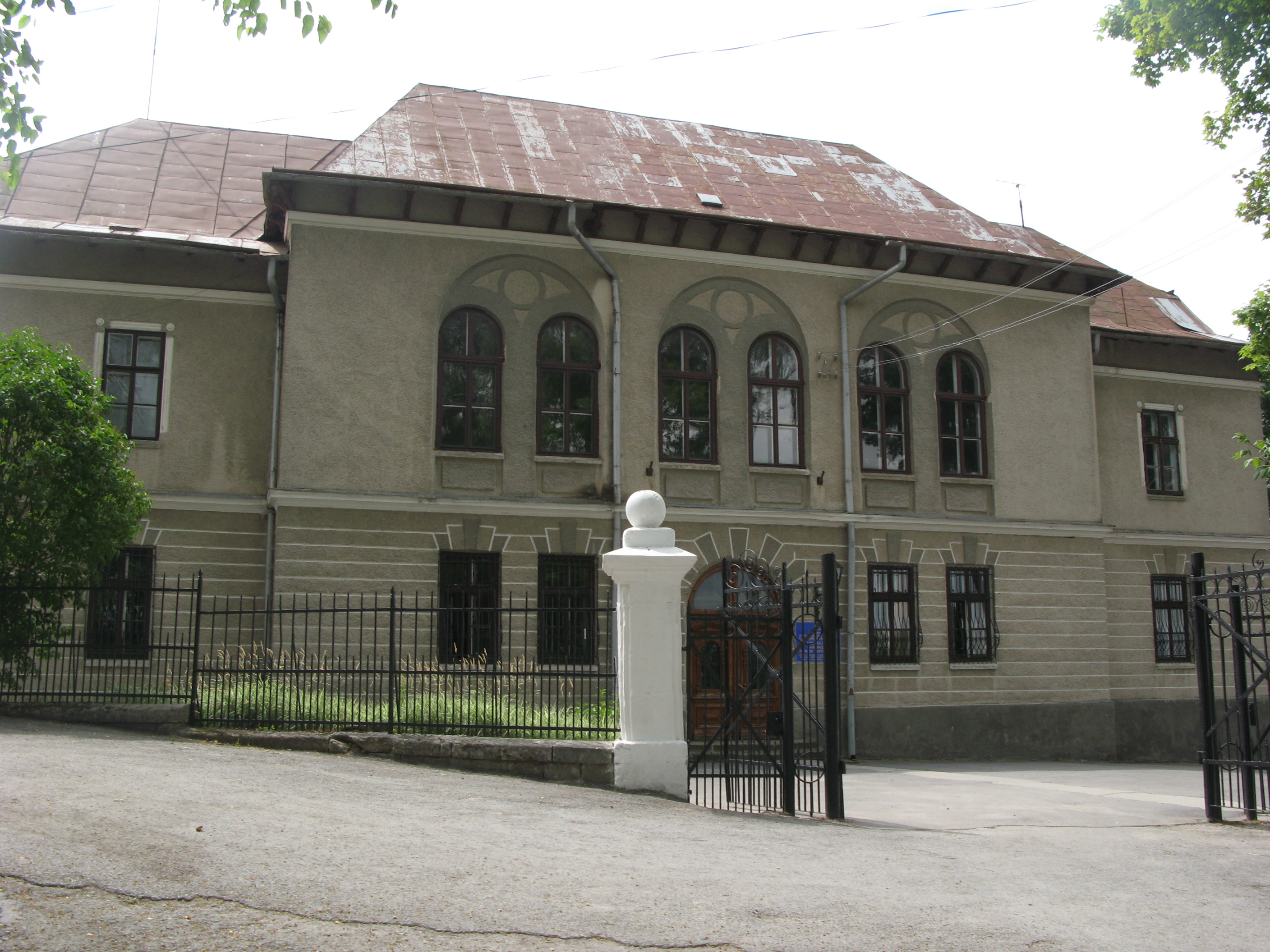
Ancienne maison du comté classée sous le  numéro : 61-224-0037[9].
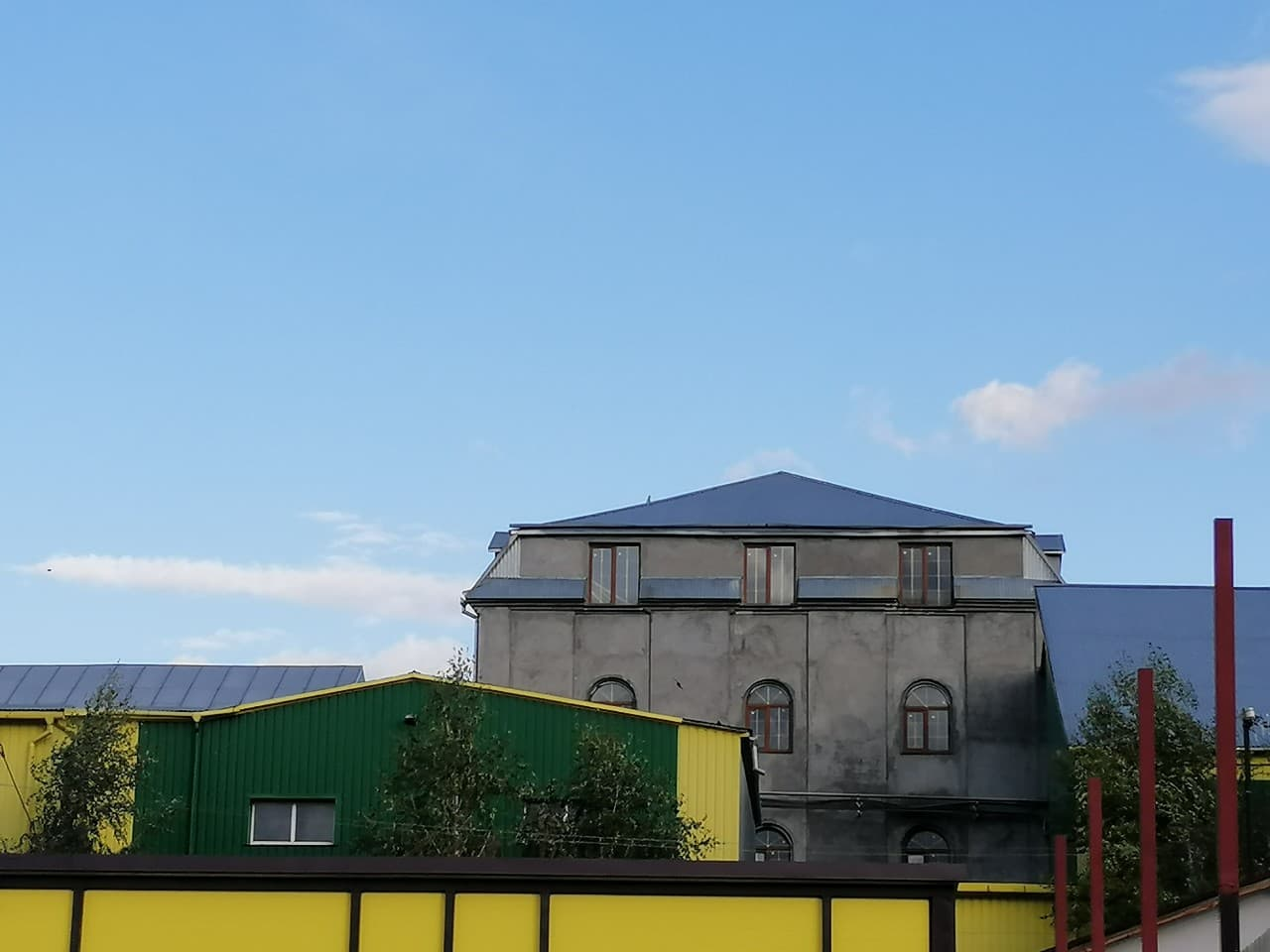
La synagogue classée sous le  numéro : 61-224-0016[10].
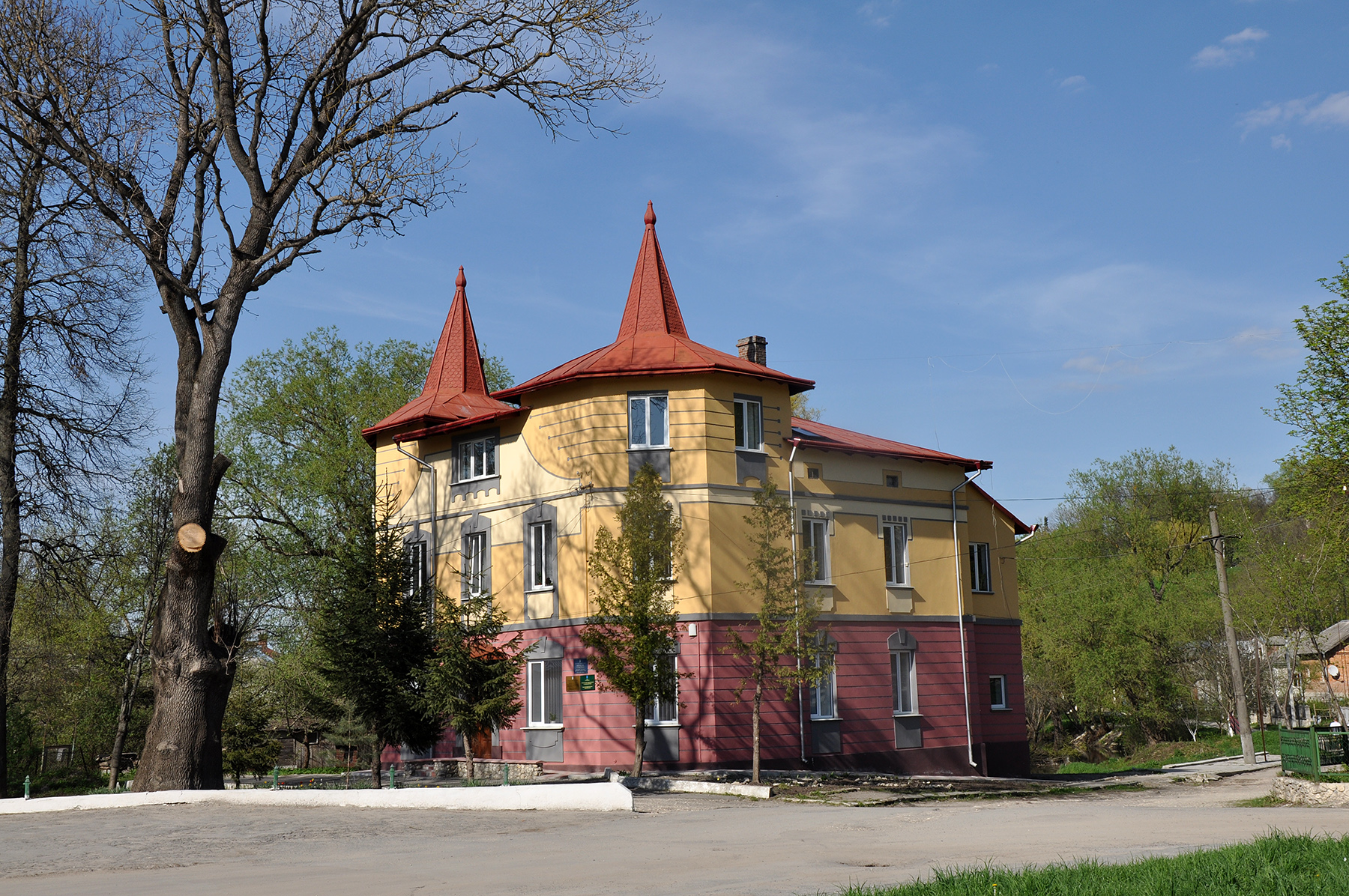
Maison classée sous le  numéro : 61-224-0022[11].
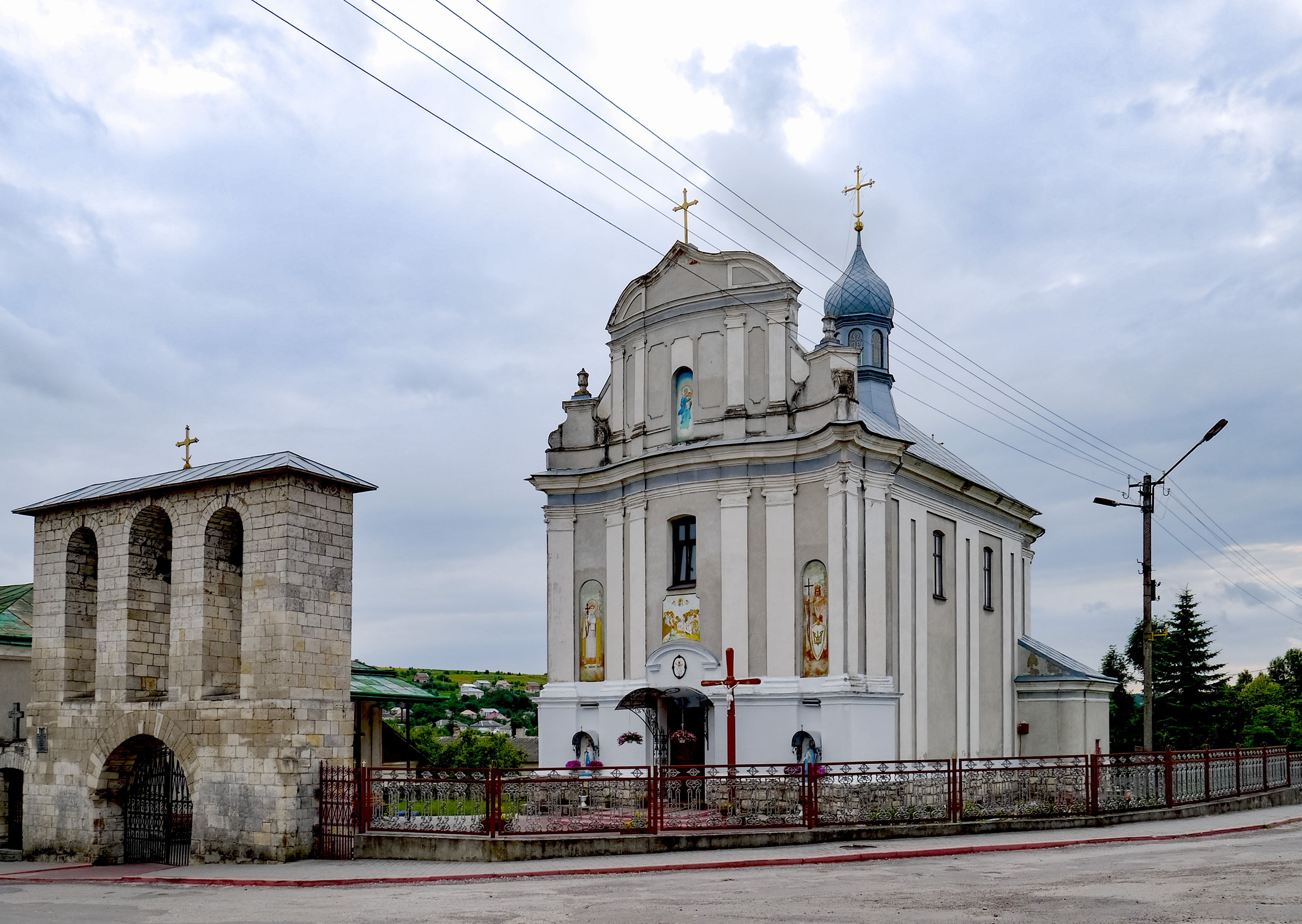
Le monastère de la Trinité classé sous le  numéro : 61-224-0041[12].

## Population
Recensements (*) ou estimations de la population :
| 1959* | 1970* | 1979*  | 1989*  |
| ----- | ----- | ------ | ------ |
| 6 516 | 9 406 | 11 533 | 13 760 |

| 2001*  | 2011   | 2012   | 2013   |
| ------ | ------ | ------ | ------ |
| 13 228 | 13 915 | 13 949 | 14 004 |

## Personnalités liées à la commune
- Ignacy Daszyński (1866-1936) : homme politique né à Zbaraj.
- Ida Fink (1921-2011) : femme de lettres polonaise puis israélienne (écrivant en polonais) née à Zbaraj.

## Transports
Zbaraj se trouve à 23 km de Ternopil par le chemin de fer et à 26 km par la route.